# Verdon (Marne)
Verdon település Franciaországban, Marne megyében. Lakosainak száma 198 fő (2022. január 1.). Verdon Pargny-la-Dhuys, Vallées en Champagne, Le Breuil, Corrobert, Margny és La Ville-sous-Orbais községekkel határos.

## Népesség
A település népessége az elmúlt években az alábbi módon változott:
| Lakosok száma | 163  | 136  | 117  | 175  | 198  | 209  | 209  | 206  | 202  | 198  |
|               | 1968 | 1982 | 1990 | 2006 | 2013 | 2015 | 2017 | 2019 | 2020 | 2022 |